# Chama, New Mexico
Chama är en ort i Rio Arriba County i delstaten New Mexico, USA.